# Evgenia Fölsche
Evgenia Fölsche (* 1983 in Kaluga) ist eine in Liechtenstein lebende deutsche Pianistin russischer Abstammung.

## Biographie
Mit fünf Jahren begann Evgenia Fölsche Klavier zu spielen und bereits ein Jahr später sammelte sie erste Erfahrungen auf der Konzertbühne. Für ihr pianistisches Studium zog Evgenia Fölsche nach Moskau und besuchte die Russische Gnessin-Musikakademie. Das Examen konnte sie mit Auszeichnung abschließen. Um internationale musikalische Erfahrungen zu sammeln, besuchte sie die Meisterklasse von Professor Lev Natochenny an der Hochschule für Musik und Darstellende Kunst Frankfurt am Main und studierte Korrepetition bei Professor Eugen Wangler. Es folgten Auftritte bei Internationalen Musikfestivals in Deutschland und den Vereinigten Staaten sowie Konzerttourneen mit der Jungen Deutschen Philharmonie in Deutschland und Italien. Für ihre Elternzeit machte Evgenia Fölsche eine Konzertpause und startete Anfang 2013 wieder ihre Konzerttätigkeit. Sie spielte in der Berliner Philharmonie, dem Gewandhaus, im Gasteig und vielen anderen Konzerthäusern.

## Auszeichnungen
Als Jugendliche gewann Evgenia Fölsche mehrfach Preise bei Klavier- und Kammermusikwettbewerben. Sie wurde Preisträgerin beim internationalen Tatjana-Nikolajewa-Wettbewerb für junge Pianisten, dem 1. Allrussischen offenen Wettbewerb „Neue Namen“, dem Internationalen Russischen Kammermusik-Wettbewerb Tanejew für Klaviertrio und bei anderen Wettbewerben.